# Miranda Technologies
Miranda Technologies är ett kanadensiskt företag baserat i Montréal.
Företaget tillverkar elektronik för hantering, distribution och utsändning (broadcast) av TV-signaler.